# Październik 2006

## 1 października2006
- Dorota Masłowska otrzymała nagrodę literacką Nike za książkę Paw królowej.

## 2 października2006
- Amerykanie Andrew Z. Fire i Craig C. Mello zostali laureatami nagrody Nobla w dziedzinie fizjologii i medycyny za „odkrycie mechanizmu interferencji RNA, które może mieć zastosowanie w terapii genowej”[1].
- Rosja wstrzymała połączenia drogowe, lotnicze, kolejowe, morskie i pocztowe z Gruzją[2].

## 3 października2006
- Nagrodę Nobla z dziedziny fizyki otrzymali George F. Smoot i John C. Mather za „odkrycie zgodności mikrofalowego promieniowania tła z modelem ciała doskonale czarnego i obserwację anizotropii tegoż promieniowania”[3].
- Na hurtowym rynku gazu w Wielkiej Brytanii nastąpiło niespotykane wydarzenie – ceny osiągnęły po raz pierwszy w historii wartość ujemną. Producenci byli zmuszeni dopłacać odbiorcom, aby pozbyć się nadwyżek towaru. Było to związane z komercyjnym uruchomieniem nowego gazociągu Langeled, transportującego gaz z Norwegii do Anglii. W ramach testów wpompowano do niego dodatkowe ilości gazu, które "zalały" Europę.

## 4 października2006
- Profesor Uniwersytetu Stanforda Roger D. Kornberg został ogłoszony zwycięzcą Nagrody Nobla w dziedzinie chemii za „badania molekularnego mechanizmu transkrypcji w komórkach eukariotycznych”[4].

## 7 października2006
- Podczas pierwszych wyborów parlamentarnych na Łotwie od czasu, gdy kraj ten wstąpił do Unii Europejskiej i do NATO w 2004 roku, wygrała rządząca koalicja centroprawicowa, z premierem Aigarsem Kalvitisem na czele. (gazeta.pl)
- W centrum Moskwy została zastrzelona znana rosyjska dziennikarka Anna Politkowska.
- W Lesotho odkryto jeden z największych diamentów.

## 9 października2006
- Zmarł Paul Hunter sławny angielski snookerzysta. Przyczyną śmierci był rak okrężnicy.
- Korea Północna dokonała podziemnej próby broni jądrowej ( Wikinews)
- Amerykanin Edmund S. Phelps otrzymał Nagrodę Banku Szwecji im. Alfreda Nobla w dziedzine ekonomii za rok 2006. ( Wikinews)
- Marek Grechuta nie żyje. Zmarł w wieku 61 lat ( Wikinews)
- Południowy Koreańczyk Ban Ki-moon został rekomendowany przez Radę Bezpieczeństwa ONZ na stanowisko Sekretarza Generalnego ONZ. Ostateczną decyzję podejmie Zgromadzenie Ogólne ONZ.

## 11 października2006
- W czwartym meczu eliminacji do Euro 2008 piłkarska reprezentacja Polski na Stadionie Śląskim pokonała 2:1 Portugalię. Z dorobkiem siedmiu punktów podopieczni Leo Beenhakkera zajmują czwarte miejsce w tabeli grupy A.

## 12 października2006
- Laureatem Nagrody Nobla w dziedzinie literatury w 2006 został Orhan Pamuk z Turcji[5].

## 13 października2006
- Muhammad Yunus i założony przez niego Grameen Bank zostali wyróżnieni Pokojową Nagrodą Nobla (NobelPrize.org)

## 14 października2006
- W odpowiedzi na przeprowadzone testy z bronią jądrową, ONZ nałożyła sankcje na Koreę Północną. (Gazeta.pl)
- Rząd w Chartumie zawarł ugodę z przywódcami Frontu Wschodniego, co zakończyło jedną z trzech rebelii w Sudanie. (Gazeta.pl)

## 15 października2006
- Trzęsienie ziemi o sile 6,6 w skali Richtera wstrząsnęło Hawajami[6].

## 16 października2006
- Andrzej Lepper ponownie objął stanowisko wicepremiera i ministra rolnictwa w rządzie Jarosława Kaczyńskiego. ( Wikinews)
- Rosyjscy naukowcy ze Zjednoczonego Instytutu Badań Jądrowych w Dubnej potwierdzili wytworzenie pierwiastka ununoctium.
- O godzinie 20.10 w TVP1 transmitowano specjalne orędzie Papieża Benedykta XVI do Polaków z okazji 28. rocznicy wyboru na Stolicę Piotrową Karola Wojtyły.

## 17 października2006
- W ataku terrorystycznym na Sri Lance zginęły 92 osoby. (Gazeta.pl)
- Larry Sanger, jeden z założycieli Wikipedii, jest o krok od stworzenia konkurencji dla wspólnotowej encyklopedii internetowej. Chce w ten sposób wprowadzić nieco ładu w organizację wiedzy dostępnej w sieci.[7]

## 18 października2006
- Konferencja Episkopatu Polski powołała Komisję Historyczną w celu naukowego badania zasobów IPN dotyczących inwigilacji i represjonowania Kościoła w okresie PRL.

## 20 października2006
- Decyzją Sądu Rejonowego w Opolu podejrzana o przyjęcie ponad 500 tys. złotych łapówki była posłanka SLD Aleksandra Jakubowska trafi na 3 miesiące do aresztu[8].

## 22 października2006
- Pierwszą turę wyborów prezydenckich w Bułgarii wygrał obecny prezydent, socjalista Georgi Pyrwanow. ( Wikinews)
- Polska drużyna Pentagram G-Shock zdobyła mistrzostwo świata na World Cyber Games w grze Counter-Strike, pokonując swojego przeciwnika 2:1. (IDG.pl)

## 23 października2006
- Na Węgrzech odbyły się uroczystości upamiętniające pięćdziesiątą rocznicę powstania z 1956 roku. W ich trakcie w kilku punktach Budapesztu wybuchły starcia między policją a demonstrantami żądającymi ustąpienia premiera Ferenca Gyurcsánya. (Gazeta.pl)

## 25 października2006
- Premier Etiopii Meles Zenawi oświadczył, że jego kraj znajduje się w stanie faktycznej wojny z somalijskimi "talibami", czyli z Unią Trybunałów Islamskich. (bbc.co.uk)
- Haker Jon Lech Johansen rzekomo złamał kod chroniący muzykę pochodzącą z iTunes firmy Apple przed odtwarzaniem jej na innych nośnikach niż m.in. iPody tejże firmy. (bbc.co.uk)
- Zmarł Jacek Majewski perkusjonista yassowy z Bydgoszczy, współzałożyciel Fabryki Rzeźb Gadających Ze Sobą „Mózg”[9][10].

## 27 października2006
- Wojciech Hermeliński, Maria Gintowt-Jankowicz i Marek Kotlinowski zostali wybrani przez Sejm do składu Trybunału Konstytucyjnego. Zastąpią oni Marka Safjana, Teresę Dębowską-Romanowską i Mariana Zdyba, których kadencja upływa 5 listopada.[11]
- W pierwszą rocznice zamieszek na francuskich przedmieściach, odnotowano akty wandalizmu (m.in. spalenie autobusu w Nanterre). Nicolas Sarkozy zapowiedział, że policjanci nie powinni „ulec prowokacjom”[12].

## 29 października2006
- Zwycięzcą drugiej tury wyborów prezydenckich w Bułgarii został dotychczasowy prezydent socjalista Georgi Pyrwanow. Ponad 50-procentową różnicą głosów pokonał nacjonalistę Wolena Siderowa. ( Wikinews)
- 25 milionów mieszkańców Konga ma możliwość uczestniczenia w wyborach prezydenckich, które stanowią szansę na zakończenie trwającego od dziesięciu lat okresu wojen i konfliktów. Głównymi kandydatami są Joseph Kabila oraz Jean-Pierre Bemba Gombo. (Reuters)
- Druga tura wyborów prezydenckich w Brazylii pozwoliła obecnej głowie państwa, Luizowi da Silva (61 lat), na pozostanie na swoim stanowisku[13].
- W Marsylii zranione zostały cztery osoby, w tym jedna poważnie, w wyniku podpalenia autobusu przez grupę zamaskowanych napastników[14].

## 30 października2006
- Brytyjski premier Tony Blair oświadczył, że efekty globalnego ocieplenia będą "katastrofalne", a dowody na istnienie zjawiska nazwał "przytłaczającymi". (bbc.co.uk)
- Jimmy Wales zrezygnował z funkcji prezesa fundacji Wikimedia. ( Wikinews)

## 31 października2006
- Zmarł Pieter Willem Botha, były prezydent RPA